# Anecphora maculipennis
Anecphora maculipennis är en insektsart som beskrevs av Embrik Strand 1911. Anecphora maculipennis ingår i släktet Anecphora och familjen lyktstritar. Inga underarter finns listade i Catalogue of Life.